# Sport touring

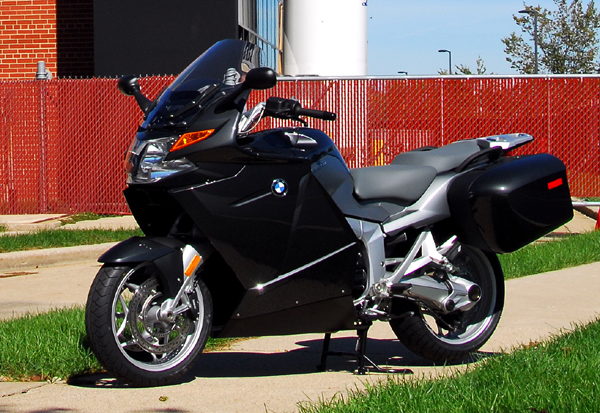
2007 BMW K1200GT

Sport touring se referă fie la un tip de motocicletă, fie la o filosofie a rulării. Sport touring-ul este o încercare de a combina performanța cu confortul și siguranța la drum lung.

### Motociclete sport touring

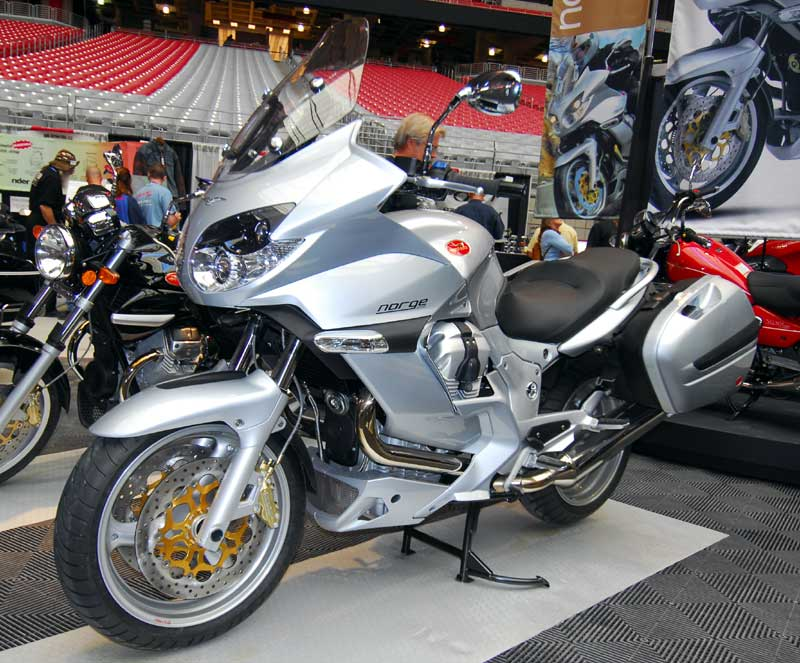
Moto Guzzi Norge

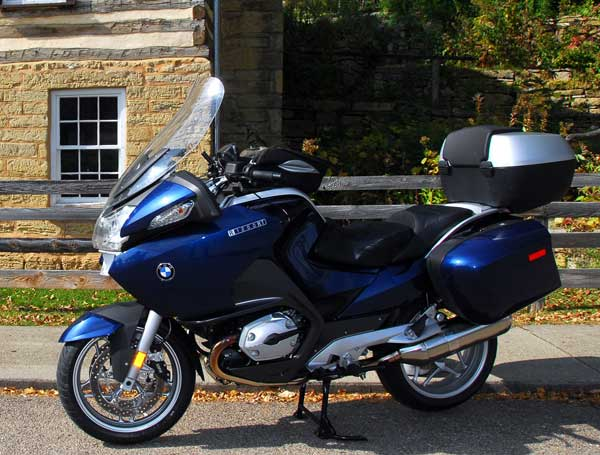
2007 BMW R1200RT

Majoritatea fabricanților utilizează tehnologia unor motociclete sport existente pentru a crea o motocicletă sport touring, aceasta fiind o metodă eficientă economic.

### Diferențe față de motocicletele sport
În general motoarele sunt recalibrate pentru a oferi un cuplu motor mai mare la turații medii în loc de putere mare la turații mari. De asemenea unele componente sunt mai grele pentru a face livrarea puterii mai lină și pentru a fi mai fiabile. Alte diferențe sunt:
- Carene mai mari decât cele de la motocicletele sport, pentru a oferi mai multă protecție la vânt.
- Șasiul este de obicei redesenat total pentru a oferi o conducătorului poziție mai dreapă și mai puțin agresivă.
- Ampatamentul este de obicei mai mare.
- Garda la sol este lăsată în general destul de mare, pentru a permite înclinări mai mari decât cele ale unei motociclete touring pure.

Această clasă de motociclete a devenit suficient de importantă și competitivă încât mulți producători oferă motoare special construite pentru modelele sport touring.
Dimensiunea și prezența motocicletelor sport touring, combinate cu puterea și manevrabilitatea, le-au făcut utilizate de către poliție și serviciile de urgență.

## Conducători sport-touring

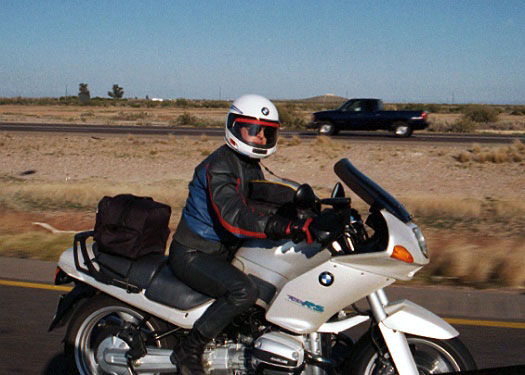
Motociclist sport-touring în Arizona

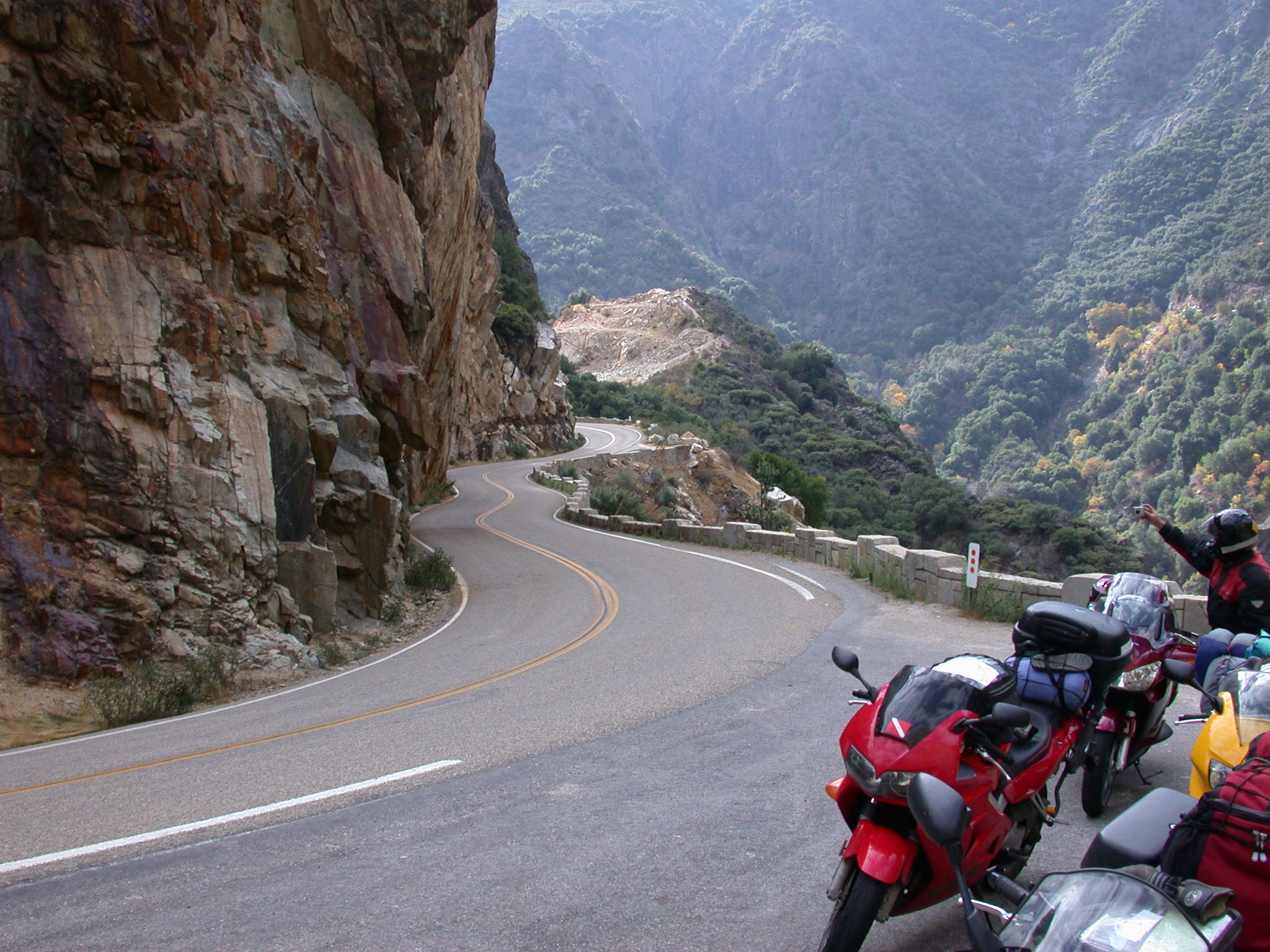
Raiul sport-touring

### Exemple de motociclete sport-touring
| - BMW K1200GT - BMW R1200RT - Ducati ST3 - Honda ST series - Honda VFR800 - Hyosung GT650S | - Kawasaki Concours - Moto Guzzi Norge - Suzuki GSX-F Series - Triumph Sprint ST - Yamaha FJR1300 - Suzuki V-Strom |